# Кімон Георгієв
Кімон Георгієв Стоянов (болг. Кимон Георгиев Стоянов; 11 серпня 1882, Пазарджик — 28 вересня 1969, Софія) — болгарський державний та військовий діяч, прем'єр-міністр країни (1934–1935 та 1944–1946), генерал-полковник (1946).

## Військова кар'єра
Закінчив військове училище в Софії (1902), служив у болгарській армії. Брав участь у Балканських війнах 1912–1913 років у чині капітана та в посаді командира роти. Під час Першої світової війни командував дружиною (батальйоном). 1916 року в бою біля річки Черна був важко поранений, втратив око. 1920 року був звільнений в запас у чині підполковника. 1919 року був одним із засновників Військового союзу, входив до складу його центрального апарату.

## Політична діяльність
1922 року був серед засновників політичної організації «Народна змова», що перебувала в опозиції до уряду лідера Болгарського землеробського народного союзу (БЗНС) Александра Стамболійського. Брав участь у перевороті 9 червня 1923 року, в результаті якого уряд Стамболійського було усунуто від влади.
У 1923—1931 роках був одним з керівників політичного об'єднання «Демократична змова». У 1923—1927 роках був депутатом 21-х, у 1927—1931 — 22-х Звичайних народних зборів. У 1926—1928 роках — міністр транспорту, пошти й телеграфу в уряді Андрія Ляпчева. 1931 року став одним з лідерів політичної групи «Ланка» (до її складу входили інтелігенти, відставні офіцери, а також політики, які розчарувались у партіях, що існували на той момент), підтримував тісні зв'язки з лідером таємного Військового союзу Дамяном Велчевим.

### Прем'єр-міністр
Разом із Велчевим активно брав участь у підготовці перевороту 19 травня 1934 року, після якого очолив уряд країни, одночасно був міністром юстиції. Окрім того, 19-23 травня очолював міністерство внутрішніх справ, а 19 травня виконував обов'язки військового міністра.
Його кабінет встановив авторитарний режим, розпустив Народні збори, заборонив політичні партії та організації (в тому числі офіційно саморозпустилась і «Ланка»), запровадив цензуру, провів територіально-адміністративну реформу, у результаті якої 16 округів було перетворено на 7 областей, а кількість сільських громад скорочено з 2500 до 800. Було жорстко обмежено місцеве самоврядування — кмети (керівники сільських громад) більше не обирались, а призначались, причому з осіб, які мали вищу освіту, що сприяло відчуженню селянства від самоврядування. Окрім того, кмети були підпорядковані центральній адміністрації. Суттєво зросли функції поліції, утиски поширились на різні опозиційні сили, в тому числі на комуністів та Внутрішню македонську революційну організацію (ВМРО). Чиновники, звинувачені в некомпетентності чи політичній неблагонадійності, звільнялись із державної служби (разом в результаті «чистки» було звільнено близько 6 тисяч осіб).
В економіці було посилено роль держави, запроваджено монополії на спирт, сіль, нафту й тютюн. Уряд вживав заходи з підтримки соціально вразливих прошарків населення та заохочував розвиток кооперації. У зовнішній політиці він орієнтувався на Францію та Велику Британію, виступав за нормалізацію відносин з Югославією та встановив дипломатичні відносини з СРСР.
Переворот 19 травня первинно спричинив негативну реакцію царя Бориса III, який призначив Георгієва прем'єр-міністром тільки під сильним тиском таємного Військового союзу. Заходи нового уряду сприяли не тільки посиленню авторитаризму в Болгарії, але й обмежували можливості царя та його оточення. 22 січня 1935 року цар відправив кабінет Георгієва у відставку, призначивши новим прем'єр-міністром більш лояльного до двору генерала Петко Златева, який до цього займав пост військового міністра.

### В опозиції
Після відставки Георгієв перебував в опозиції до царського двору й уряду. Він швидко налагодив зв'язки з лівими політичними силами, з якими його зближували опозиційні настрої. Вже з 1935 року він співпрацював з лівою «землеробською» партією БЗНС «Ал. Стамболийски» («Пладне-1»), а з 1936 — і з комуністами. Знову очолив групу «Ланка». 1938 року балотувався в депутати від Народного фронту.
Під час Другої світової війни Георгієв послідовно виступав проти союзу з нацистською Німеччиною, що цілком відповідало зовнішньополітичному курсу його уряду 1934–1935 років. 1 листопада 1940 року підписав звернення до уряду Богдана Філова з протестом проти прийняття закону про захист нації. Був одним із активних учасників Вітчизняного фронту (об'єднання антимонархічних сил за участі комуністів), 1943 став членом його національного комітету. 7 серпня 1944 року разом з іншими видатними опозиційними діячами виступив з декларацією, адресованою регентам і уряду. У ній містились вимоги створення народного конституційного уряду, радикальної зміни зовнішньополітичного курсу, виходячи з війни, зближення з СРСР.

### Другий кабінет
Активний учасник підготовки перевороту 9 вересня 1944 року, в результаті якого до влади прийшли прорадянські сили, а важливу роль в системі державної влади почали відігравати комуністи. В новому уряді Георгієв посів пост прем'єр-міністра — його кандидатура була прийнятною як для СРСР і болгарських комуністів, так і для Заходу, який вбачав у ньому некомуністичну політичну фігуру. 1944 року Георгієв отримав звання генерал-майора запасу, 1945 — генерал-лейтенанта, 1946 — генерал-полковника. 1 жовтня 1944 року його було обрано головою виконавчого комітету політичної партії Народний союз «Ланка», створеної на базі однойменної групи. У 1945—1946 роках він, одночасно з постом прем'єр-міністра, був депутатом 26-х Звичайних народних зборів. Після відставки Дамяна Велчева з посту військового міністра виконував його обов'язки (у вересні-листопаді 1946).
Уряд Георгієва оголосив війну Німеччині, болгарська армія взяла участь у боях з німецькими військами. За його врядування було страчено багатьох видатних діячів монархічного режиму — регентів, міністрів, депутатів, воєначальників та інших (разом, за офіційними даними, 2680 чоловік). Як прем'єр-міністр, він був союзником комуністів, підтримував їх під час політичної кризи 1945 року, коли частина міністрів пішла у відставку, вимагаючи демократичних виборів. Парламентські вибори 1945 та 1946 років проходили під жорстким контролем уряду, що сприяло переконливій перемозі на них Вітчизняного фронту, провідні позиції в якому, починаючи з 1945, міцно утримували комуністи. На ключові пости в системі державного управління активно просувались комуністи та їхні прибічники. У вересні 1946 за результатами референдуму Болгарії було ліквідовано монархію.
Важливим дипломатичним успіхом уряду Георгієва вважається прийняття Паризькою мирною конференцією 1946 року рішення про збереження у складі Болгарії Південної Добруджі, яка до 1940 була частиною Румунії.

### Діяч комуністичного режиму
1946 року Георгієв був обраний депутатом 6-х Великих народних зборів. Після виборів його уряд вийшов у відставку (23 листопада 1946), і новий кабінет сформував лідер комуністів Георгій Димитров. Однак Георгієв залишився у складі уряду, в тому числі й після саморозпуску Народного союзу «Ланка» 1949 року. У 1946—1950 роках й у грудні 1959 — березні 1962 років був заступником голови Ради міністрів НРБ. У жовтні 1946 — грудні 1947, одночасно, був міністром закордонних справ, у грудні 1947 — лютому 1951 — міністром електрифікації та меліорації. У лютому 1951 — лютому 1957 — міністр електрифікації, у лютому 1957 — березні 1959 — міністр електрифікації та водного господарства, у березні-грудні 1959 — голова Комітету з будівництва й архітектури.
З 1950 року обирався депутатом Народних зборів. У 1962—1969 роках був членом президії Народних зборів. Був заступником голови Національної ради Вітчизняного фронту. Двічі отримав вищу нагороду НРБ — звання Героя соціалістичної праці (1962, 1967; відповідно до 80-ї та 85-ї річниць з дня народження).

## Родина
Кімон Георгієв був одружений з Вескою, до шлюбу Родевою. Вони мали двох дочок — Марію та Корнелію. Марія одружилася з юристом і політиком Гіньо Ганевим, який 2005 року був обраний першим національним омбудсменом Болгарії. Одного зі своїх синів Ганев назвав Кімоном.